# Campeonato Brasileño de Fútbol Serie B 2009
La Serie B del Campeonato Brasileño de Fútbol de 2009 comenzó el 9 de mayo de 2009 y finalizó el 28 de noviembre del mismo año. El sistema de juego fue el mismo al de las dos temporadas anteriores y es idéntico al usado en la Serie A. Los 20 equipos jugaron en enfrentamientos de todos contra todos.

## Equipos participantes
| Equipo              | Ciudad             | Estado               | En 2008       | Estadio             | Capacidad |
| ------------------- | ------------------ | -------------------- | ------------- | ------------------- | --------- |
| ABC                 | Natal              | Río Grande del Norte | 13º           | Frasqueirão         | 18.000    |
| América             | Natal              | Río Grande del Norte | 15º           | Machadão            | 30.000    |
| Atlético Goianiense | Goiânia            | Goiás                | 1º (Serie C)  | Serra Dourada       | 50.049    |
| Bahia               | Salvador           | Bahía                | 10º           | Pituaçu             | 31.677    |
| Bragantino          | Bragança Paulista  | São Paulo            | 7º            | Nabi Abi Chedid     | 13.212    |
| Brasiliense         | Taguatinga         | Distrito Federal     | 14º           | Boca do Jacaré      | 30.000    |
| Campinense          | Campina Grande     | Paraíba              | 3º (Serie C)  | Amigão              | 35.000    |
| Ceará               | Fortaleza          | Ceará                | 12º           | Castelão            | 60.326    |
| Duque de Caxias     | Duque de Caxias    | Río de Janeiro       | 4º (Serie C)  | Giulite Coutinho    | 12.840    |
| Figueirense         | Florianópolis      | Santa Catarina       | 17º (Serie A) | Orlando Scarpelli   | 19.069    |
| Fortaleza           | Fortaleza          | Ceará                | 16º           | Castelão            | 58.400    |
| Guarani             | Campinas           | São Paulo            | 2º (Serie C)  | Brinco de Ouro      | 32.453    |
| Ipatinga            | Ipatinga           | Minas Gerais         | 20º (Serie A) | Ipatingão           | 20.500    |
| Juventude           | Caxias do Sul      | Río Grande del Sur   | 8º            | Alfredo Jaconi      | 23.726    |
| Paraná Clube        | Curitiba           | Paraná               | 11º           | Vila Capanema       | 20.083    |
| Ponte Preta         | Campinas           | São Paulo            | 5º            | Moisés Lucarelli    | 19.722    |
| Portuguesa          | São Paulo          | São Paulo            | 19º (Serie A) | Canindé             | 21.004    |
| São Caetano         | São Caetano do Sul | São Paulo            | 9º            | Anacleto Campanella | 16.744    |
| Vasco da Gama       | Río de Janeiro     | Río de Janeiro       | 18º (Serie A) | São Januário        | 15.150    |
| Vila Nova           | Goiânia            | Goiás                | 6º            | Serra Dourada       | 50.049    |

## Clasificación final
| Pos | Equipos             | J  | V  | E  | D  | GF | GC | DG  | Pts |
| --- | ------------------- | -- | -- | -- | -- | -- | -- | --- | --- |
| 1   | Vasco da Gama (C)   | 38 | 22 | 10 | 6  | 58 | 30 | +28 | 76  |
| 2   | Guarani             | 38 | 21 | 6  | 11 | 55 | 51 | +4  | 69  |
| 3   | Ceará               | 38 | 19 | 11 | 8  | 54 | 34 | +20 | 68  |
| 4   | Atlético Goianiense | 38 | 20 | 6  | 13 | 73 | 51 | +20 | 65  |
| 5   | Portuguesa          | 38 | 17 | 8  | 13 | 53 | 45 | +8  | 62  |
| 6   | Figueirense         | 38 | 19 | 3  | 16 | 64 | 51 | +13 | 60  |
| 7   | São Caetano         | 38 | 15 | 9  | 14 | 52 | 38 | +14 | 54  |
| 8   | Duque de Caxias     | 38 | 15 | 9  | 14 | 55 | 55 | 0   | 54  |
| 9   | Bragantino          | 38 | 15 | 9  | 15 | 52 | 51 | +1  | 53  |
| 10  | Paraná              | 38 | 14 | 11 | 13 | 50 | 55 | -5  | 53  |
| 12  | Ponte Preta         | 38 | 14 | 10 | 14 | 62 | 55 | +7  | 52  |
| 13  | Vila Nova           | 38 | 14 | 7  | 17 | 42 | 59 | -17 | 49  |
| 14  | Brasiliense         | 38 | 14 | 6  | 18 | 45 | 56 | -11 | 48  |
| 15  | Ipatinga            | 38 | 12 | 12 | 14 | 43 | 50 | -7  | 47  |
| 16  | América de Natal    | 38 | 13 | 7  | 18 | 49 | 62 | -13 | 46  |
| 17  | Juventude (D)       | 38 | 12 | 8  | 18 | 46 | 50 | -4  | 44  |
| 18  | Fortaleza (D)       | 38 | 10 | 8  | 20 | 56 | 64 | -8  | 38  |
| 19  | Campinense (D)      | 38 | 11 | 4  | 23 | 54 | 79 | -25 | 37  |
| 20  | ABC (D)             | 38 | 10 | 5  | 23 | 39 | 65 | -26 | 35  |

- Pts=Puntos; J=Partidos jugados; G=Partidos ganados; E=Partidos empatados; P=Partidos perdidos; GF=Goles a favor; GC=Goles en contra; Dif=Diferencia de goles.

|  |                                |
|  | Ascendidos a la Serie A 2010.  |
|  | Descendidos a la Serie C 2010. |

| Brasil                   |
| Campeón                  |
| Vasco da Gama 1.º título |

## Goleadores
| Goles | Jugador         | Club            |
| ----- | --------------- | --------------- |
| 17    | Elton           | Vasco da Gama   |
| 17    | Marcelo Nicácio | Fortaleza       |
| 17    | Rafael Coelho   | Figueirense     |
| 15    | Edivaldo        | Duque de Caxias |
| 15    | Lúcio           | América-RN      |
| 14    | Edmundo         | Campinense      |
| 14    | Marcão          | Atlético-GO     |
| 14    | Mendes          | Juventude       |
| 14    | Ricardo Xavier  | Guarani         |
| 13    | Fernandes       | Figueirense     |
| 13    | Geraldo         | Ceará           |
| 13    | Luiz Carlos     | Fortaleza       |

Fuente: UOL Esporte